# Fidonia auritaria
Fidonia auritaria är en fjärilsart som beskrevs av Jacob Hübner 1796-1799. Fidonia auritaria ingår i släktet Fidonia och familjen mätare. Inga underarter finns listade i Catalogue of Life.